# قناشمالي
قرية قناشمالي تقع في الجمهورية العربية السورية في محافظة حلب تبعد 20 كم عن مدينة منبج عدد سكانها حوالي 1500.

## الآماكن الهامة

### مسجدالسواجرة
هو المسجد الوحيد في القرية يقع إلى جانب منزل السيد احمد الحسن، تم بناء المسجد عام 1956.

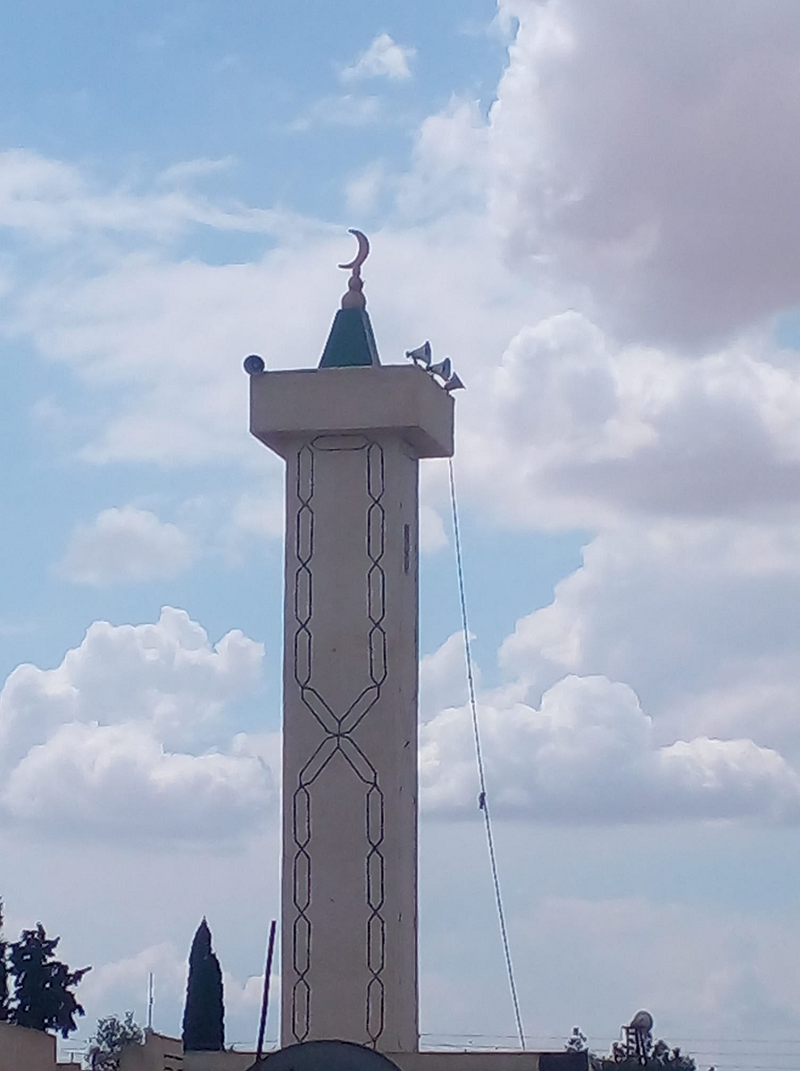
مسجد السواجرة

### مغارةالعاقيل
هي مغارة رومانية اثريا تعود إلى أكثر من 1500 عام مضت تتميز بجمالية نادرة مساحة المغارة مايقارب 1700م2.

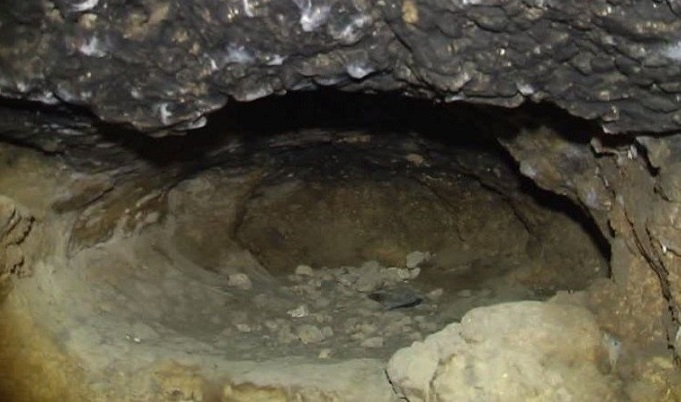
مغارة العاقيل الرومانية